# Moordrecht
Moordrecht er en by i det sydlige Holland. Byen havde i 2007 en befolkning 8.112.
Satudarah MC blev i 1990 grundlagt i byen, denne gruppe har siden spredt sig til flere andre lande.